# Actions sans droit de vote
Les actions sans droit de vote sont des actions qui ne donnent à son propriétaire pas ou très peu de droit de vote ou de droit de regarder dans les affaires de l'entreprise dont il détient l'action.

## Concept
L'action sans droit de vote permet à une entreprise d'augmenter son capital sans modifier la structure du pouvoir de l'entreprise.
En règle générale, une action sans droit de vote coûte un peu moins cher qu'une action avec droit de vote, car son détenteur ne peut exercer de pression directe sur la rentabilité de l'entreprise. Il peut intervenir par des prises de positions publiques ou tenter de convaincre les propriétaires historiques de l'entreprise, mais il ne peut décider de nommer une nouvelle direction, car ses actions n'ont aucun droit de vote.
Ce type d'action est utile afin de prévenir une prise de contrôle hostile d'une entreprise.

## Droit par pays

### Au Canada
En droit canadien et québécois, une action sans droit de vote est souvent une action privilégiée dont on a écarté le droit de vote dans les statuts afin qu'elle puisse recevoir un privilège. Par exemple, une action préférentielle peut ne pas avoir un droit de vote, mais elle recevra en échange un dividende à taux préférentiel et sera payée de préférence aux autres catégories d'actions. Par contre, la Loi canadienne sur les sociétés par actions  et la Loi sur les sociétés par actions prévoient que les actions sans droit de vote pourront malgré tout voter lors d'événements importants qui sont susceptibles de nuire aux intérêts des actionnaires ayant des actions non votantes.
Dans la Loi canadienne sur les sociétés par actions (LCSA), la dispense de vérificateur, la modification des droits d'une ou plusieurs catégories d'actions, la fusion, la prorogation, la vente de la quasi-totalité des biens, l'opération d'éviction, la dissolution et la liquidation donnent un droit de vote aux actions non votantes.
Dans la Loi sur les sociétés par actions (LSA), valider l'émission irrégulière d'actions, autoriser le versement au capital-actions de la totalité ou une partie de la valeur de la contrepartie reçue en biens d'une personne n'ayant pas un lien de dépendance, une opération d'expulsion, mettre fin à l'égalité aux droits d'une même catégorie ou série, la réduction du capital émis et payé, décider de ne pas nommer un vérificateur  et corriger les statuts lorsque cela risque de porter atteinte aux droits des créanciers de la société requiert malgré tout le vote des actions non votantes.

### En France
La France autorise jusqu'à 25 % du capital en actions sans droit de vote.
L'action a pendant très longtemps été considérée comme nécessairement liée à un droit de vote au sein de l'assemblée générale des actionnaires de l'entreprise. Une loi de 1915 permet l'émission d'actions sans droit de vote par une société anonyme. La loi liste un certain nombre de cas dans lesquels l'action sans droit de vote donne en réalité un droit de vote réduit.
En 1984, le gouvernement Laurent Fabius ouvre le capital d'entreprises publiques françaises en proposant aux investisseurs des actions sans droit de vote (titres participatifs). Cela permet d'abonder l'entreprise en capitaux sans que l’État en perde le contrôle. L'opération n'attire que peu d'investisseurs.
La loi du 18 juillet 1991 permet à des entreprises commerciales d'émettre des actions sans droite de vote, à condition qu'un dividende privilégié compense économiquement la renonciation au pouvoir conféré par le droit de vote.

## Exemples
Le dispositif est très utilisé aux États-Unis afin de permettre aux entrepreneurs de lever des capitaux en bourse ou auprès du capital-risque sans perdre leur indépendance et sans craindre d'interférence dans leur stratégie d'entreprise.
Un quotidien comme New York Times a par exemple des actionnaires financiers qui acceptent de ne pas intervenir dans la ligne rédactionnelle du journal, par respect pour le travail des journalistes, et qui achètent donc de telles actions, dont la valeur est légèrement moindre sur le marché boursier.
Les actions sans droit de vote les plus célèbres de l'histoire boursière sont celles émises par Apple en août 1997, via une augmentation de capital, pour permettre à Microsoft de lui apporter 150 millions de dollars, et le sauver ainsi de la faillite, mais sans interférer dans la stratégie de la firme à la pomme autrement que par l'accord sur l'utilisation des logiciels accompagnant cette émission d'action.